# Distrito de Kamwenge
Kamwenge es un distrito localizado en Uganda occidental. Como otros distritos de Uganda, su nombre es igual que el de su ciudad capital, la ciudad de Kamwenge. El distrito de Kamwenge es limita con el distrito de Kabarole al norte, el distrito de Ibanda y distrito de Bushenyi al sur, así como con los distritos de Kyenjojo al este y Kasese al oeste. Superficie: 2303 kilómetros cuadrados.

## Población
Según el censo del año 2002 Kamwenge posee un total de 295.313 habitantes, que en una superficie de 2303 km² dan lugar a una densidad de 128 residentes por cada kilómetro cuadrado.